# William Westmoreland
General William Childs Westmoreland (26. marts 1914 – 18. juli 2005) var en amerikansk general med kommandoen over de amerikanske militære operationer i Vietnamkrigen, da den var på sit højeste mellem 1964 og 1968.

## Westmoreland under Vietnamkrigen
I juni 1964 fik Westmoreland kommandoen over Military Assistance Command, Vietnam (MACV, kommandoen for militær bistand til Vietnam). Han afløste general Paul D. Harkins. Som chef for MACV blev han kendt for sine positive vurderinger af militærets operationer i Vietnam. Som tiden gik, og de nordvietnamesiske styrker blev stærkere, måtte han regelmæssigt bede om forstærkning. Fra 16,000, da han overtog kommandoen, til over 500,000 i 1968, hvor han blev forfremmet til øverstkommanderende for den amerikanske hær, United States Army.
Tet offensiven i 1968 var vendepunktet i krigen. Nordvietnamesiske styrker havde lokket Westmoreland til at sende næsten 40% af sine styrker til Khe Sahn og angreb byer i hele Sydvietnam. Amerikanske og vietnamesiske styrker slog de kommunistiske tropper tilbage og påførte dem svære tab, men angrebets voldsomhed rystede den amerikanske befolknings tro på Westmorelands forsikringer om, at krigen gik godt. Tet offensiven førte i sidste ende til en formindskning af det amerikanske engagement i Vietnam.
Westmoreland var overbevist om, at han kunne vinde over nordvietnameserne i en udmattelseskrig, der ville svække nordvietnameserne, så de ikke længere kunne kæmpe. Hans strategi indebar udbredt brug af artilleri, luftvåben og forsøg på at fange fjenden i større slag. Men den nordvietnamesiske hær og Viet Cong havde initiativet i krigen, og hans strategi virkede ikke.

## Efter Vietnam
Westmoreland tjente som leder for den amerikanske hær fra 1968 til 1972. Derefter blev han pensioneret. Flere militærhistorikere har peget på, at han fik kommandoen over den amerikanske hær på det værst tænkelige tidspunkt i historien. Hæren var ved at blive omlagt til et værn, der udelukkende bestod af frivillige. Westmoreland stod bag flere tiltag, der skulle gøre hæren mere attraktiv for den amerikanske ungdom. Mange af hans modstandere mente dog, at disse tiltag var for liberale. For eksempel tillod han soldaterne at have bakkenbarter, og at de kunne drikke øl i messen.
Westmoreland stillede op til valget af guvernør i South Carolina i 1974, men vandt ikke.
Han udgav sin selvbiografi året efter.